# Acalolepta pseudosericans
Acalolepta pseudosericans es una especie de escarabajo longicornio del género Acalolepta, tribu Monochamini, subfamilia Lamiinae. Fue descrita científicamente por Breuning en 1949.
Se distribuye por China y Vietnam. Mide aproximadamente 15-26 milímetros de longitud.